# Franz de Paula Pistek
Franz de Paula Pistek (în cehă František Pišték și în poloneză Franciszek de Paula Pisztek) (n. 6 aprilie 1786, Prčice, Boemia - d. 2 februarie 1846, Lemberg ) a fost un preot catolic ceh, care a îndeplinit funcțiile de episcop auxiliar de Praga (1824-1831), episcop de Tarnów (1832-1836) și apoi pe cea de arhiepiscop de Lemberg (1836-1846).

## Biografie
Franz de Paula Pistek a provenit dintr-o familie de țărani din Prčice. După absolvirea studiilor elementare a studiat teologia și filozofia la Praga, fiind hirotonit diacon la 7 august 1808 și preot la 21 august 1808. A activat apoi în Episcopia de Leitmeritz, mai întâi pe post de capelan la Smolnice (Smolnitz) și apoi ca paroh în Jungfernteinitz. În anul 1817 a devenit decan de Přeštice. În 1823 a fost ridicat la rangul de canonic al Catedralei Sf. Vitus din Praga. Un an mai târziu, el a devenit decan al Capitlului catedral din Altbunzlau.
La 27 septembrie 1824 a fost numit de către papa Leon al XII-lea în funcția de episcop auxiliar de la Praga și episcop titular de Azotus.  El a fost hirotonit ca episcop la 14 noiembrie 1824 de către arhiepiscopul de Praga, Wenzel Leopold Chlumčanský von Přestavlk.
Ca urmare a transferării episcopului Ferdinand Maria Chotek von Chotkow ca arhiepiscop la Olomouc (Olmütz), Franz de Paula Pistek a fost numit la 24 februarie 1832 ca episcop de Tarnów. Deoarece această zonă se afla după prima împărțire a Poloniei din 1772 pe teritoriul Austriei, numirea sa a fost realizată de  împăratul Francisc al II-lea. Ceremonia de instalare a avut loc la 10 iunie 1832 în Catedrala din Tarnów. În timpul scurtului său mandat, el a încercat să facă ordine în eparhie; a promovat, de asemenea, formarea de noi preoți, s-a ocupat de restaurarea catedralei și a renovat reședința episcopală.
Împăratul Ferdinand I l-a numit la 24 iulie 1835 pe Franz de Paula Pistek în funcția de arhiepiscop de Lemberg și Primat al Bisericii Romano-Catolice din Regatul Galiției și Lodomeriei, ca succesor al lui Franz Xaver Luschin. Numirea a fost confirmată la 1 februarie 1836 de către Papa Grigore al XVI-lea. În perioada păstoririi sale s-a construit Palatul Mitropolitan din Lemberg și Seminarul Inferior. Pisztek a reorganizat decanatelele Arhiepiscopiei, a fondat Societatea Cumpătarea și a desfășurat activități caritabile.
Pistek a fost un patron al orașului său natal, Prčice, și a înființat acolo în 1843 o mănăstire a Surorilor Carității  cu un azil pentru săraci și un spital, care a fost sfințită în 1845. Un an mai târziu, a murit la vârsta de 60 de ani. Trupul său a fost înmormântat în cripta Catedralei din Lemberg. Succesorul său la conducerea Arhiepiscopiei de Lemberg a fost numit Wilhelm Wacławiczek, dar pentru că acesta a renunțat să-și ia postul în primire a fost numit ca arhiepiscop Łukasz Baraniecki.